# Le Cendre
Le Cendre – miejscowość i gmina we Francji, w regionie Owernia-Rodan-Alpy, w departamencie Puy-de-Dôme.
Według danych na rok 1990 gminę zamieszkiwały 5013 osoby, a gęstość zaludnienia wynosiła 1188 osób/km² (wśród 1310 gmin Owernii Le Cendre plasuje się na 34. miejscu pod względem liczby ludności, natomiast pod względem powierzchni na miejscu 1005.).